# Контрфактуал
Контрфактуалы, или контрфактические высказывания (англ. counterfactual conditional) — условные предложения в сослагательной форме, подразумевающей, что реальное положение дел отлично от описываемого антецедентом и консеквентом, взятыми в изъявительной форме.
Например, «Если бы динозавры выжили, они бы эволюционировали в разумный вид», «Если бы Освальд не убил Кеннеди, то Солнце бы взорвалось».
Контрфактуальность впервые была рассмотрена Нельсоном Гудманом как проблема импликации. Куайн считал, что контрфактуалы не являются строго логическими структурами и не содержат истинных или ложных утверждений о мире.
Один из самых популярных способов анализа контрфактуалов — через фреймворк возможных миров.